# Comillas (Madrid)
Comillas és un barri del sud-oest de Madrid que forma part del districte de Carabanchel, amb 24.117 habitants (Padró Municipal, 2007).
Limita al sud con la Plaza Fernández Ladreda (Plaza Elíptica), al nord amb l'Avinguda del Manzanares (al marge del Riu Manzanares) i el barri de Las Acacias (Arganzuela), a l'oest amb el carrer Antonio Leyva i el barri d'Opañel i a l'est amb el Passeig de Santa María de la Cabeza i el barri de Moscardó (Usera).

## Demografia
Comillas compta amb 24.117 veïns (Padró 2007), amb un descens poblacional en els últims anys. En comparació de la població de Madrid els veïns del barri tenen una edat superior, aconseguint una mitjana de 44,49 anys, la més alta del districte. El percentatge de població immigrant també se situa per damunt de la mitjana de la ciutat encara que de les més baixes del districeo, amb un 19,44% de la població.

## Zones verdes
En Cometes solament es pot trobar un parc, el qual porta el nom d'aquest barri. Està situat entre els carrers d'Antonio de Leyva i Balears, i es pot accedir al parc des d'ambdues. També és digne d'esment l'encantador *parquecillo que al final de Marquès de Jura Real, gràcies al seu pendent, serveix de connexió tant amb Santa María del Cap a un nivell inferior com amb el pont que creua sobre aquest carrer fins a *Usera.

## Transports
Considerat un barri ben comunicat, podem trobar l'estació de metro de Plaça Elíptica per la qual discorren les línies 6 i 11 de metre. A més compta amb un bescanviador d'autobusos. Des d'aquest lloc es pot accedir a la M40 mitjançant la carretera de Toledo.

### Metro
El barri compta amb dues parades de metro, Plaza Elíptica i Estació de Marquès de Vadillo, per les quals es pot accedir a les línies ,  i . cal destacar al carrer principal d'aquest barri que uneix Plaça Elíptica i Marquès de Vadillo, el carrer Antonio Leyva no s'hi hagi cap estació de metro en un punt intermedi d'aquesta via. Sembla lògic que a un llarg termini podria crear-se una nova línia de metro que des de Marquès de Vadillo arribarà a Plaça Elíptica tenint una estació en el recorregut mitjà (a l'altura del parc de Comillas i el centre cultural) del carrer Antonio Leyva.
| Línia Metro        | Estacions a Comillas, Carabanchel |
| ------------------ | --------------------------------- |
| Línia 5            | Marqués de Vadillo                |
| Línia 6 · Línia 11 | Plaza Eliptica                    |

### Autobusos
Pel barri passen els següents autobusos urbans:
| línia | destí(ns)                                 |
| ----- | ----------------------------------------- |
| 23    | Plaza Mayor - El Espinillo                |
| 55    | Estació d'Atocha - Batán                  |
| 60    | Plaça de la Cebada - Orcasitas            |
| 116   | Glorieta d'Embajadores - Villaverde Cruce |